# Шредер Петро Петрович
Петро Петрович Шредер (1866-1942) — мелітопольський купець, член IV Державної думи від Таврійської губернії.

## Життєпис
Менноніт. Найстарший із синів Петра Генріховича Шредера (1838—1896) у другому шлюбі з Марією Классен (1845—1911). Виріс у батьківському маєтку Тащенак Мелітопольського повіту. Після смерті батька успадкував маєтки в Перекопському та Сімферопольському повітах Таврійської губернії (1530 десятин).
Середню освіту здобув у Катеринославському реальному училищі. Потім оселився в маєтку Новомикільськ Перекопського повіту, де присвятив себе сільському господарству та громадській діяльності. Був зареєстрований як купець 2-ї гільдії міста Мелітополя. Був головою правління Товариства з підтримки Кримського менонітського центрального училища в Карасані, а також членом благодійних та освітніх товариств.
У 1912 році був обраний членом IV Державної думи від загального складу виборщиків Таврійських губернських виборчих зборів. Входив до фракції прогресистів. Був членом комісій: сільськогосподарської, з питань віросповідань, народного здоров'я, переселенської справи та бюджету.
Після Жовтневого перевороту 1918 року переїхав до Сімферополя, через кілька років — до Олександрівська, а згодом до Хортиці. Оскільки був неодруженим, проживав із сім'єю своєї сестри Маргарити. Помер у 1942 році.